# Sendemast Olsztyn-Pieczewo
Der Sendemast Olsztyn-Pieczewo ist ein 360 Meter hoher abgespannter Stahlfachwerkmast in der Nähe von Olsztyn-Pieczewo (Allenstein-Stolzenberg) in Polen. Er wurde 1969 errichtet und dient der Verbreitung von Hörfunkprogrammen im UKW-Bereich und von Fernsehprogrammen. Seit dem Einsturz des Langwellensendemasten Konstantynów ist er das höchste Bauwerk in Polen.
Er wurde zu Ehren des Initiators des Fernsehens in Olsztyn auch "Stefan" genannt.

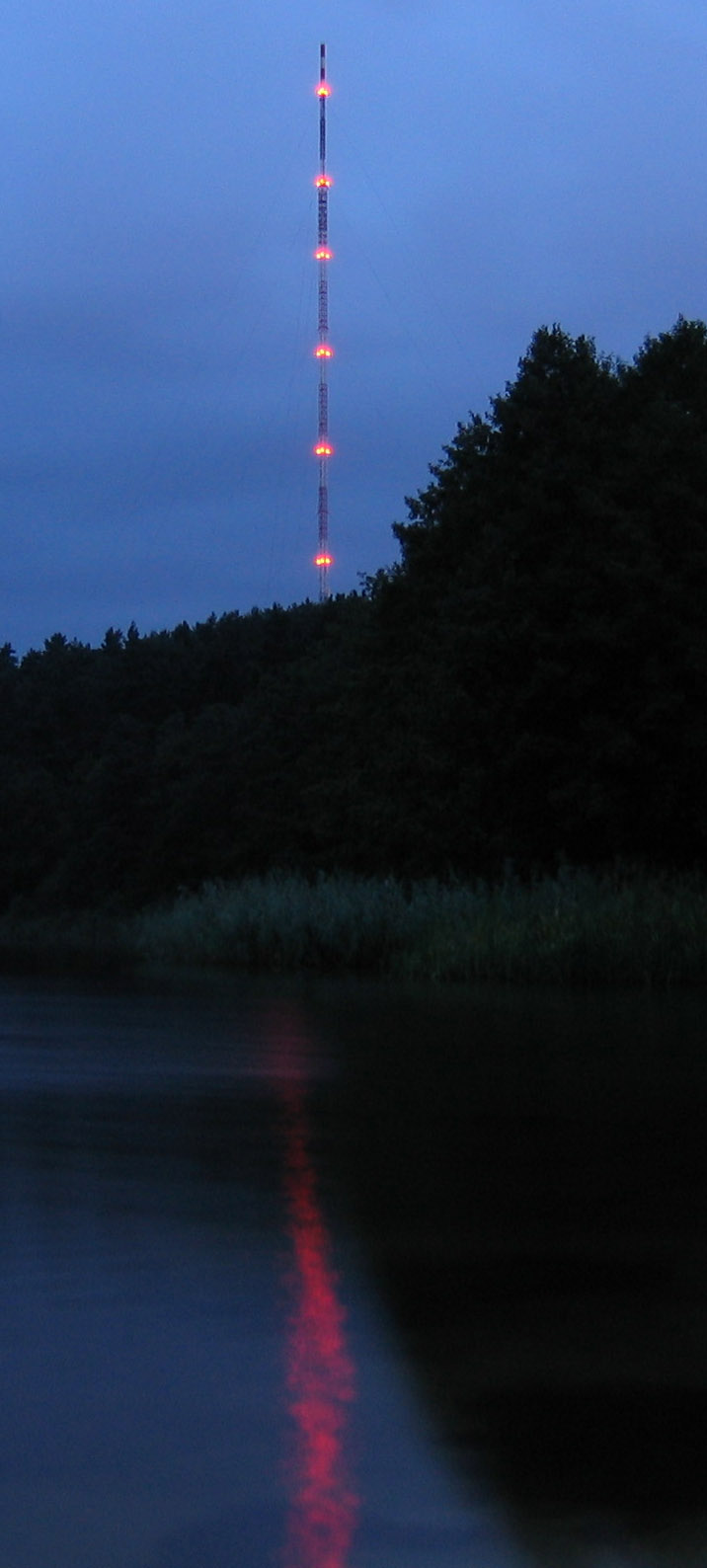
Sendemast Olsztyn-Pieczewo

## Ausgestrahlte Programme
Fernsehprogramme
| Programm                                               | Frequenz   | Kanalnummer | Sendeleistung |
| ------------------------------------------------------ | ---------- | ----------- | ------------- |
| TVP1 Telewizja Polska S.A.                             | 199,25 MHz | 9           | 100 kW        |
| TVP3 Olsztyn Telewizja Polska S.A. Oddział w Olsztynie | 487,25 MHz | 23          | 1 kW          |
| TVP2 Telewizja Polska S.A.                             | 511,25 MHz | 26          | 400 kW        |
| TVN TVN S.A.                                           | 631,25 MHz | 41          | 1 kW          |
| TV 4 Polskie Media S.A.                                | 767,25 MHz | 58          | 1 kW          |
| POLSAT Telewizja Polsat S.A.                           | 783,25 MHz | 60          | 100 kW        |

Radioprogramme
| Programm                                                                             | Frequenz   | Sendeleistung |
| ------------------------------------------------------------------------------------ | ---------- | ------------- |
| Radio ESKA Olsztyn Radio ESKA S.A.                                                   | 89,90 MHz  | 0,50 kW       |
| Radiostacja "Radiostacja" Sp. z o.o.                                                 | 91,90 MHz  | 0,50 kW       |
| PR2 Polskie Radio S.A.                                                               | 93 MHz     | 30 kW         |
| Radio WAWA WAWA S.A.                                                                 | 94,70 MHz  | 0,50 kW       |
| RMF FM Radio Muzyka Fakty Sp. z o.o.                                                 | 95,30 MHz  | 60 kW         |
| PR1 Polskie Radio S.A.                                                               | 97,30 MHz  | 0,05 kW       |
| PR4 Polskie Radio S.A.                                                               | 97,90 MHz  | 0,10 kW       |
| PR3 Polskie Radio S.A.                                                               | 99,10 MHz  | 120 kW        |
| Radio Olsztyn Polskie Radio - Regionalna Rozgłośnia w Olsztynie "Radio Olsztyn" S.A. | 103,20 MHz | 120 kW        |
| Radio ZET Radio ZET Sp. z o.o.                                                       | 105,70 MHz | 20 kW         |
| Radio Maryja Prowincja Warszawska Zgromadzenia O.O. Redemptorystów                   | 107,70 MHz | 20 kW         |